# Ostrittrum
Ostrittrum ist ein Ortsteil der Gemeinde Dötlingen im Landkreis Oldenburg in Niedersachsen. Ostrittrum liegt im äußersten Nordwesten von Dötlingen und hatte im August 2022 273 Einwohner.

## Geografie
Ostrittrum liegt im Naturpark Wildeshauser Geest an der Hunte, die es vom benachbarten Westrittrum trennt. Im südwestlichen Teil von Ostrittrum liegt das urwüchsige  Poggenpohlsmoor (WE 215 in der Liste der Naturschutzgebiete in Niedersachsen). Das plattdeutsche Wort Poggenpohl bedeutet Froschkuhle.

## Sehenswert
Der Wild- und Freizeitpark Ostrittrum wurde 1976 gegründet und befindet sich seitdem in Familienbesitz. Die Zielgruppe des barrierefrei angelegten Parks sind vor allem Familien mit Kindern.
Die Wassermühle Ostrittrum wurde wahrscheinlich zuerst im 15. Jahrhundert errichtet, ist mehrmals abgebrannt und wurde immer wieder aufgebaut, zuletzt  1848. Sie wird seit 1998 vom Möhlenvereen Ostrittrum für kulturelle Zwecke genutzt.
Das Wohn- und Wirtschaftsgebäude Am Brink 3 stammt als kleines Zweiständer-Hallenhaus in Fachwerk von 1788.

Das Wohn- und Wirtschaftsgebäude Unterm Berg 2 stammt als kleines Zweiständer-Hallenhaus in Fachwerk von 1851.
Die Heuerhausgruppe Ostrittrum, Am Brink 2 und 2a, besteht aus zwei Hallenhäuser von 1779 bzw. um 1800 und einem Stall aus der Mitte des 19. Jahrhunderts; alle in Fachwerk.

## Geschichte
Ostrittrum wurde am 11. Juni 1069 als „Rithram“ erstmals erwähnt: Adalbert, Erzbischof von Hamburg, hat im Jahr 1069 am 11. Juni Gisela, Capitularin im Kloster Bassum, für die von ihr geschenkten Güter in Aldinbuggin (Altenbrücken) und Staphost (Strafhost) die Zehnten der Dörfer Rithram (Rittrum) und Benninhusin (Benninhusen) überlassen.
Der Ortsname Ostrittrum stammt aus dem 18./19. Jahrhundert, er entwickelte sich aus dem amtlichen Sprachgebrauch, früher war die Ortsbezeichnung Rithram (1069), Riterem (1273/78), Reteren, Reerem, Rithtrein (1294), Riterem (1398), Ritterme (1433), Ryttrem (1476), Rittrum (1533).
Im 13. Jahrhundert besaßen die Oldenburger Grafen und die Bruchhauser Grafen zwei Höfe in Ostrittrum. 1342 bis 1428 zählte man Rittrum zum Kirchspiel Hatten. Im 15. Jahrhundert zählte man Rittrum zum Kirchspiel Dötlingen.